# ¡Supersónico!
¡Supersónico! es el segundo álbum de la banda argentina Los Auténticos Decadentes, publicado en 1991. Aunque el álbum no logró un número alto de ventas, las canciones que tuvieron más éxito fueron: «La Bebida, el Juego y las Mujeres», «Se Va Como la Vida» y «Ya Me Da Igual». En 1998 publicaron el álbum Cualquiera puede cantar, en el que presentaron nuevas versiones de algunos temas de ¡Supersónico!.

## Lista de canciones
| ¡Supersónico! |                                      |                                    |          |  |
| N.º           | Título                               | Escritor(es)                       | Duración |  |
| 1.            | «Ya Me Da Igual»                     | Diego Hernán Demarco               | 3:59     |  |
| 2.            | «La Bebida, el Juego, y las Mujeres» | Jorge Aníbal “Perro Viejo” Serrano | 3:13     |  |
| 3.            | «¿Qué Vas a Hacer Conmigo?»          | Jorge Aníbal “Perro Viejo” Serrano | 3:29     |  |
| 4.            | «Se Va Como la Vida»                 | Diego Hernán Demarco               | 4:28     |  |
| 5.            | «Me Perfuma»                         | Jorge Aníbal “Perro Viejo” Serrano | 5:11     |  |
| 6.            | «Caliente Baila»                     | Jorge Aníbal “Perro Viejo” Serrano | 3:27     |  |
| 7.            | «Paseando por Temperley»             | Diego Hernán Demarco               | 5:08     |  |
| 8.            | «El Vino Triste»                     | Jorge Aníbal “Perro Viejo” Serrano | 3:32     |  |
| 9.            | «La Pizza con Fainá»                 | Jorge Aníbal “Perro Viejo” Serrano | 3:51     |  |
| 10.           | «Amor Dorado»                        | Jorge Aníbal “Perro Viejo” Serrano | 2:57     |  |

## Ficha Técnica / Personal
Grabado en los Estudios Panda entre marzo y abril de 1991 con la producción artística de Sergio Rotman.
• Técnico de grabación: Cristian Algañaraz.
• Técnico de mezcla: Walter Chacón.
Los Auténticos Decadentes son:
• Gustavo Daniel “Cucho” Parisi: Voz.
• Jorge Aníbal “Perro Viejo” Serrano: Guitarra, voz, coros.
• Diego Hernán Demarco: Guitarra, voz, coros.
• Gustavo Eduardo “Nito” Montecchia: Guitarra.
• Pablo Exequiel Armesto: Bajo.
• Eduardo Alberto “Edu” Trípodi: Percusión.
• Pablo Marcelo “Patito” Cabanchik: Saxo tenor.
• Daniel Eduardo “Dany” Zimbello: Trombón.
• Guillermo Ricardo “Capanga” Eijo: Trompeta.
• Martín Alejandro Pajarola: Batería.
• Martín Damián “La Mosca” Lorenzo: Percusión.
• Gastón “El France” Bernardou: Percusión.
Músicos invitados:
• Gabriel “Chiflo” Sánchez: Saxo tenor.
• Daniel “Dany” Lozano: Trompeta.
• Tancredo Domínguez Neves: Violín.
• “El Ramón”: Palmas, bombo.
Producción general: Walter Kolm & Sergio Fasanelli para RCA Argentina.
Una producción Radio Trípoli.